# Mary Ritter Beard
Mary Ritter Beard, född 5 augusti 1876 i Indianapolis, död 14 augusti 1958 i Phoenix, var en amerikansk feminist och historiker. Hon var gift med Charles A. Beard.
Beard var från 1900 aktiv inom rörelsen för kvinnlig rösträtt i både USA och Storbritannien och verkade inom Women's Trade Union League för att organisera 1909 års textilarbeterskestrejk i New York. Hon var redaktör för The Woman Voter, utgiven av Woman Suffrage Party of New York, 1910–1912. Hon var även verksam inom Wage Earners' League och hon var aktiv i Congressional Union for Woman Suffrage (sedermera National Woman's Party) 1913–1917.
Beard övergick med tiden alltmer till historiska studier och inriktade sig på att göra kvinnors bidrag till historien synliga. År 1934 började hon att skapa och organisera World Center for Women's Archives, men tvingades av ekonomiska skäl att lägga ned detta projekt 1940. Hon författade den kritiska skriften A Study of the Encyclopaedia Brittanica in Relation to its Treatment of Women (1942), vilken dock inte föranledde någon åtgärd. Av hennes övriga skrifter kan nämnas Women's Work in Municipalities (1915), On Understanding Women (1931) och America Trough Women's Eyes (1933), men hon fick större uppmärksamhet för en serie böcker om USA:s historia som hon skrev tillsammans med maken. Vid 70 års ålder utgav hon sitt huvudarbete, Woman as a Force in History (1946), vilket vid utgivningen blev hårt kritiserat av de manliga historikerna, men sedermera kom att betraktas som banbrytande av feministiska historiker.